# Gabriella Hodosán
| 551091 Flórferenc  | 22 ottobre 2012 |
| 552681 Sósvera     | 21 ottobre 2012 |
| 560388 Normafa     | 21 ottobre 2012 |
| 567490 Bánkyvilma  | 25 ottobre 2012 |
| 576870 Országlili  | 18 ottobre 2012 |
| 578622 Fergezsuzsa | 21 ottobre 2012 |
| 601036 Sassflóra   | 21 ottobre 2012 |
| 635057 Bangailona  | 21 ottobre 2012 |

Gabriella Hodosán (...) è un'astronoma ungherese.
È ricercatrice all'Università di St Andrews dove ha ottenuto il dottorato in astronomia nel 2017 dopo essersi laureata all'Università Loránd Eötvös.
Il Minor Planet Center le accredita le scoperte di nove asteroidi, effettuate tutte nel 2012, in parte in collaborazione con Krisztián Sárneczky.